# 德国联邦铁路E410型电力机车
德国联邦铁路E410型电力机车（德語：DB-Baureihe E 410）是德国联邦铁路针对前往法国、比利时和卢森堡的跨境运输而开发的5台多电压制式机车。由于需要在几个不同电压条件下的线路中运行，因此它们在最初都配备有独特的四组受电弓。自1968年起，机车被德国联邦铁路重定型为184型。

## 历史
德国联邦铁路在成立后的十年间加速了对铁路网络的电气化改造，并于1960年代初将电气化路段延伸至萨尔。与此同时，跨境铁路运输也开始形成，然而由于法国及比荷卢三国采用不同的接触网电压制式，跨境列车需要在边境站进行费时和费力的机车换挂。
基于此原因，德国联邦铁路在1964年责令AEG、BBC和克虏伯三家公司共同开发一款可以适应在不同电压制式下运行的机车。率先开发的是一款四制式电力机车，它应当可以满足德国（15千伏16⅔赫兹）和法国（25千伏50赫兹）的交流电系统、以及满足法国和比利时的直流电系统（3千伏及1.5千伏）要求。其开发的成果便是5台E410型机车。随后，根据这款机车的经验，当局又开发出4台双电压制式的E310型机车（后称181型）。

## 构造

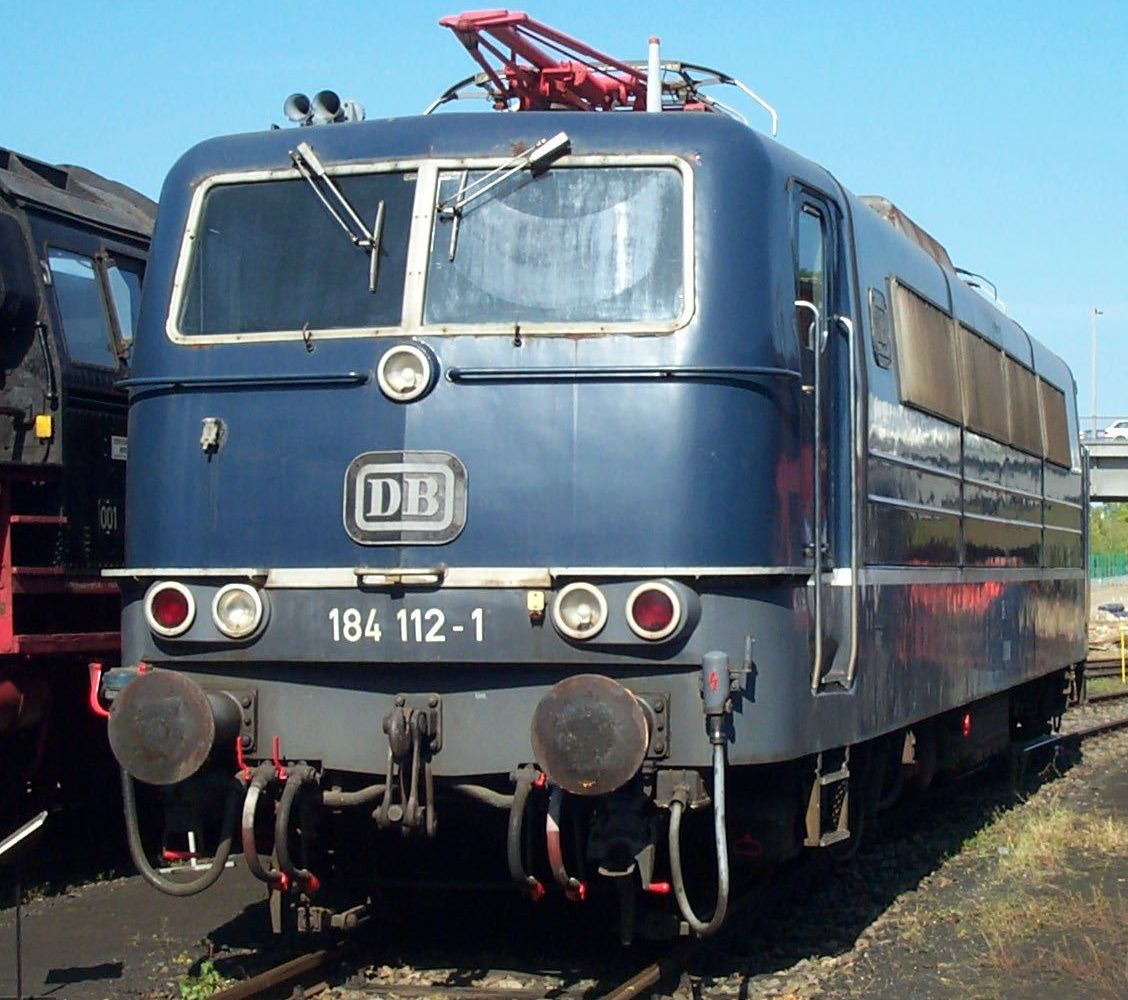
184 112号机车于德国科技博物馆（2003年）

由于采用Bo'Bo'轴式，所以184型机车设有两副带4个牵引电动机的转向架和4对独立驱动的轮轴。动力传输通过橡胶万向传动实现。转向架的双纽线传动杆是首次应用，它可以获得更好的曲线通过性能。由于184型机车不仅要进行交流电运行，并且要进行直流电运行，因此它需要采用一台混合相位电动机。这是通过强制冷却进行降温的6极电动机，可接纳最高1,500伏的电压。
作为当时被应用于机车之中的先进的技术，混合相位电动也导致了对控制电子学和变流器电子学的特殊要求。它必须安装晶闸管断路器，以允许一个无级的断面控制。机械式变速器因此被取消，但车轮与轨道之间仍然具备良好的附着力，同时速度与牵引力也能实现良好的可控性。
为了在法国较低的架空电缆下运作，机车车体的高度也与法国方面的轮廓线相匹配。其近17米长、84吨重的机车的持续输出功率为可达3,000千瓦，最高速度为150公里/小时。

## 运用
由于具备4种可用的运行电压，这款机车很快就获得了“欧洲机车”（Europa-Lok）的绰号。其首次定期运用是自1969年夏天起担当由科隆至比利时列日间的快速列车牵引任务。而由于担心会对信号系统造成影响，机车进一步通往布鲁塞尔－奥斯滕德区间的计划并未能实现。这些184型机车均配属于科隆道依茨费尔德车辆段。
通过晶闸管变流器得以实现了相角位控制，但它们却在比利时国家铁路的既有网络中出现问题。这种变流器技术会向电网输送所谓的“谐波”和较高的无功功率，从而对比利时的安全系统造成显著干扰。特别是带有自身现代化设备的BBC产机车受到的影响最为严重。此外，比利时的直流电网络中频发的强烈而突然的电压波动也往往会造成机车失灵。因此，在比利时线路中的使用至1971年9月26日结束。随后，机车被用作担当科隆周边的短途运输，偶尔也会用于牵引开往赖讷的快速列车。由于184型机车的运用不再具备经济性，德国联邦铁路自1979年起将它们转移至萨尔布吕肯，并将其用于直流电运行的部件、包括相关的受电弓拆除。

### 退役

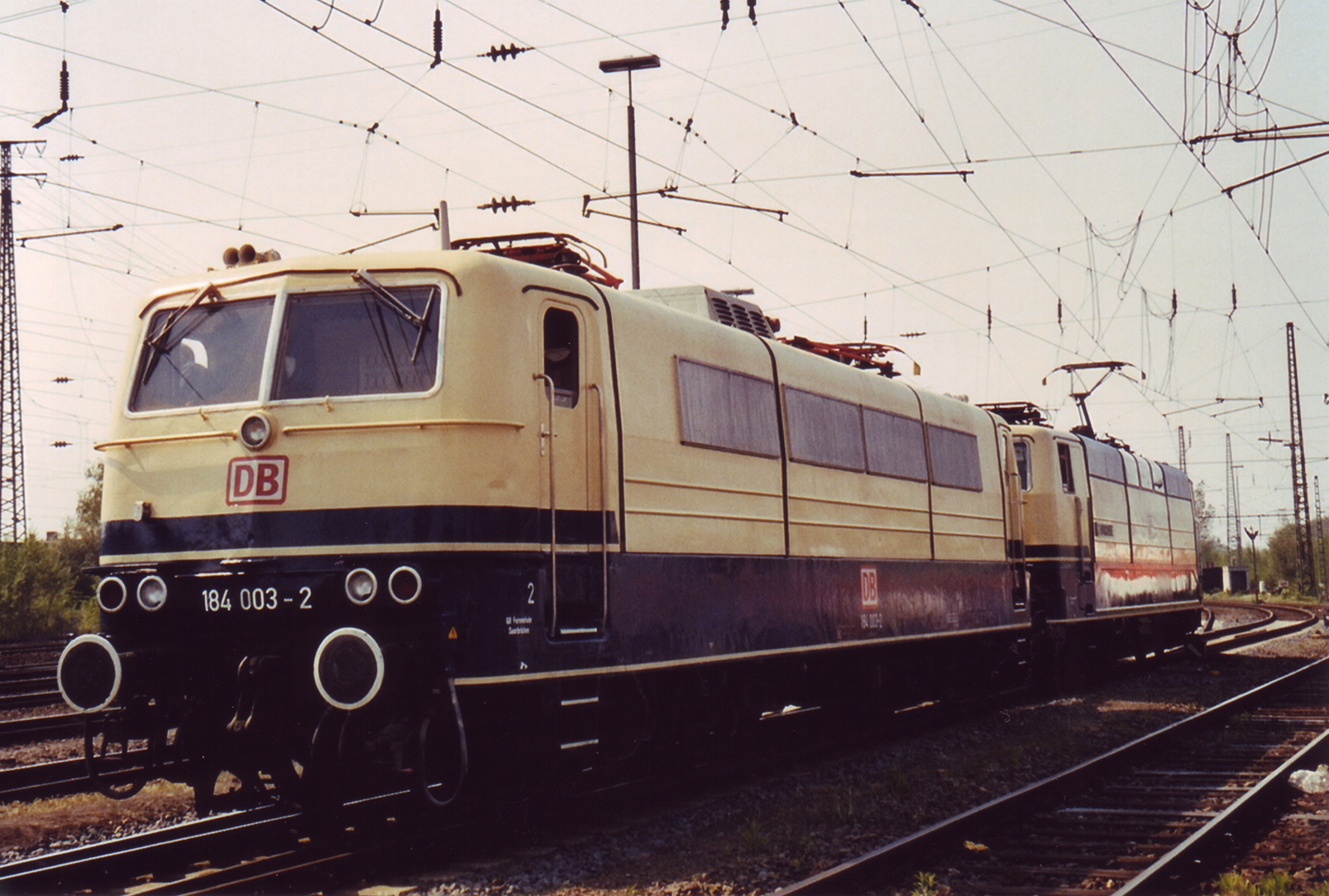
184 003-2号机车在科布伦茨德国铁路博物馆作展示运行

被转移至萨尔布吕肯的机车仍然继续使用直至其退役，期间它们主要用作担当从特里尔开往卢森堡和法国的跨境运输以及整个萨尔州和莱茵兰-法尔茨州的普快列车服务。2002年，全部184型机车因到达报废年限而不再使用。
最初的5台机车如今仅有两台获得保存：
- 184 112号机车目前在柏林的德国科技博物馆进行展出[8]。
- 184 003号机车目前保存于科布伦茨德国铁路博物馆（德语：DB Museum Koblenz）[5]。